# Ti saluto/Ti dai troppe arie
Ti saluto/Ti dai troppe arie è il primo singolo dei Camaleonti. Venne pubblicato nel 1965 dall'etichetta Kansas. Il brano Ti dai troppe arie è una cover di Really Mystified del gruppo The Merseybeats con il testo in italiano.

## Tracce
Lato A
1. Ti saluto – 1:55 (testo: Luigi Menegazzi, Domenico Serengay – musica: Riccardo Zappa)

Lato B
1. Ti dai troppe arie – 2:00 (testo: Luigi Menegazzi, Miki Del Prete, Domenico Seren Gay – musica: Tony Crane, John Gustafson)

## Formazione
- Riki Maiocchi: voce, chitarra
- Tonino Cripezzi: voce, tastiere
- Paolo De Ceglie: batteria
- Livio Macchia: voce, chitarra
- Gerry Manzoli: basso